# Helenium aromaticum
Helenium aromaticum Bailey (Cephalophora aromatica  Schard.) ist eine Pflanzenart aus der Familie der Korbblütler (Asteraceae). Sie stammt ursprünglich aus Chile und verströmt bei Berührung einen markanten Geruch nach Apfel oder Gummibärchen.

## Beschreibung
Helenium aromaticum wächst als mehrjährige krautige Pflanze und erreicht Wuchshöhen von 30 bis 45 Zentimeter (50–80 cm). Die ganze Pflanze duftet nach Apfel oder  Gummibärchen. Ihre fast kugelrunden Blütenstände sind gelb. Der Körbchenboden ist kahl. Die Achänen besitzen eine Pappus.
Die Chromosomenzahl beträgt 2n = 34.

## Inhaltsstoffe
Helenium aromaticum bildet Sesquiterpenlactonen.

## Vorkommen
Die ursprüngliche Heimat von Helenium aromaticum ist Nord-Chile. Sie kommt dort in den Regionen Coquimbo, Maule, O’Higgins, Santiago und Valparaiso vor. Dort heißt sie „Manzanilla del cerro“ oder „Manzanilla del campo“. Sie gedeiht in Sonne oder Halbschatten.

## Taxonomie
Synonyme für Helenium aromaticum (Hook.) L.H.Bailey sind: Cephalophora aromatica Schrader, Graemia aromatica Hook., Tetraneuris aromatica.

## Verwendung
Die Samen werden in Mitteleuropa als Ananasblume, Apfelduftpflanze, Fruchtgummiblume, Gummibärchenpflanze und Goldköpfchen vermarktet.